# Centre des œuvres universitaires de Dakar
Le Centre des œuvres universitaires de Dakar (COUD) est un établissement public à caractère administratif dont le but est d'assister les étudiants sénégalais et de réglementer les prestations versées aux bénéficiaires des œuvres universitaires.

## Historique
Le COUD a été créé le 1er juin 1966. Le directeur d'établissement est Cheikh Oumar Hanne.

## Présentation
Le COUD a pour objectif d'assister les étudiants sénégalais des universités publiques du pays sur les plans pédagogique, social, culturel et sportif. Le COUD assure particulièrement la restauration et le logement au sein de l'université Cheikh-Anta-Diop mais aussi de l'université de Thiès, de l'université Alioune Diop de Bambey et de l'université Assane-Seck de Ziguinchor.
En 2011, le COUD dispose d'un budget annuel de 17 milliards de FCFA.

### Controverses
Le rapport 2006-2010 de la Cour des comptes du Sénégal dénonce la gestion opaque du COUD, notamment l'octroi de subventions illégales, le paiement de primes indues et le double paiement de factures.
En 2012, un nouveau scandale éclate, lié à la modification par le nouveau directeur général du COUD de la durée de certains contrats de travail.

### Évolution
En 2014, la création d'un Centre national des œuvres universitaires a été annoncée afin de permettre aux universités des villes de Thiès, Bambey, Ziguinchor, Kaolack et Saint-Louis de ne plus dépendre du COUD.